# Минтака
Минтака (δ Ori / дельта Ориона) — голубой сверхгигант в созвездии Ориона, крайняя правая из трёх звёзд, составляющих астеризм «Пояс Ориона». Название происходит от арабского منطقة‎ — 'Пояс'. Хотя Минтака лишь 7-я по яркости звезда созвездия, Иоганн Байер присвоил ей обозначение δ Ориона.
δ Ориона — кратная звезда. На угловом расстоянии в 52″ от ярчайшего компонента можно даже в небольшой телескоп увидеть компаньона белого цвета 7-й звёздной величины. Ещё ближе располагается тусклый компонент 14-й звёздной величины. Главный компонент, в свою очередь, является спектрально-двойной звездой, состоящей из двух бело-голубых гигантов классов O9,5 и B0. Каждая из двух звёзд в 20 раз тяжелее и в 70—90 тысяч раз ярче Солнца. Обращаясь вокруг общего центра масс с периодом 5,73 дня, звёзды частично затмевают друг друга, что является причиной колебания блеска Минтаки от 2,26m до 2,14m.
В 1904 году, исследуя спектр Минтаки, немецкий астроном Иоханн Хартманн открыл присутствие газа в межзвёздном пространстве.